# Urgleptes tumidicollis
Urgleptes tumidicollis es una especie de escarabajo longicornio del género Urgleptes, tribu Acanthocinini, subfamilia Lamiinae. Fue descrita científicamente por Bates en 1881.
El período de vuelo ocurre durante los meses de febrero, marzo, abril, mayo, junio, agosto, noviembre y diciembre.

## Descripción
Mide 3,7-4,25 milímetros de longitud.

## Distribución
Se distribuye por Colombia, Costa Rica, Guatemala, Nicaragua y Panamá.